# 수치해석학

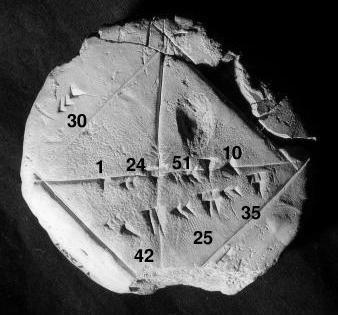
바빌로니아 점토판 YBC 7289
(기원전 1800–1600경). (Image by Bill Casselman)

수치해석학(數値解析學, numerical analysis)은 해석학 문제에서 수치적인 근삿값을 구하는 알고리즘을 연구하는 학문이다.
가장 오래된 수치해석에 대한 수학적 기술은 바빌로니아 사람들이 점토판에 육십진법으로 단위길이 사각형의 대각선의 길이인 {\displaystyle {\sqrt {2}}}의 수치적 근사값을 구해놓은 것이다. 삼각형의 한 변의 길이를 구하는 문제(제곱근의 값을 구하는 문제)는 토목과 건축등 여러 분야에서 매우 중요한 의미를 갖는다.
수치해석은 실생활에서 널리 사용된다. 바빌로니아 사람들이 루트 2의 근사값을 구한 예에서 볼 수 있듯이, 현대의 수치해석 역시 정확한 해를 구하지는 않는다. 왜냐하면 정확한 해를 구하는 것이 실제로는 불가능한 경우가 많기 때문이다. 그대신 대다수의 경우, 수치해석에서는 합리적인 수준의 오차를 갖는 근사값을 구하는 것에 집중한다.
수치해석의 응용분야는 일반적으로 공학과 물리학이다. 하지만 21세기에 들어서면서 그 응용분야가 확대되어, 생명공학과 과학적인 계산을 적용한 예술분야에서도 사용된다. 상미분 방정식은 행성들의 움직임과, 포트폴리오 관리의 최적화 등에 이용되며, 선형대수학은 데이터 분석에 중요하게 쓰인다. 확률미분방정식과 마르코프 연쇄 또한 의약과 생명분야에서 살아있는 세포에 대한 시뮬레이션을 하기위한 필수항목이다.
컴퓨터의 발달전 수치해석은 크게 인쇄된 보간법 표와 손으로 하는 반복계산이 주를 이루었다. 이는 20세기 중반 컴퓨터의 발달로 대체되었지만 그럼에도 불구하고 보간법 알고리즘들은 미분 방정식의 해를 구하는 소프트웨어의 일부분으로써 여전히 사용되고 있다.

## 예제

### 미분 방정식
수치적으로 미분 방정식을 푼다는 것은 주어진 미분 방정식의 근사해를 찾는다는 것을 의미한다. 이 때는 다음과 같은 전제 조건이 필요하다.
수치 해석적인 방법으로 미분 방정식을 푸는 것에는 다음과 같은 것들이 있다.
- 오일러 방법(Euler's Methods)
- 룽게-쿠타 방법(Runge-Kutta Methods)

### 편미분 방정식
상위의 미분 방정식과 비슷한 원리이지만, 차원이 더 커지므로 다른 방식의 수치적 방법을 이용해야 풀수 있다. 아래에는 두개의 수치적 방법이 있다.
1. 유한차분법 (FDM : Finite Difference Method)
2. 유한요소법 (FEM : Finite Element Method)

## 같이 보기
- 분류:수치해석학자
- 알고리즘 분석
- 계산과학
- 계산물리학
- 수치 미분